# Station Cilacap
Cilacap is een spoorwegstation in Cilacap in de Indonesische provincie Midden-Java.

## Bestemmingen
- Purwojaya: naar Station Gambir
- Logawa: naar Station Jember